# Тактико-огневая подготовка
Тактико-огневая подготовка или ТОП — система мероприятий в рамках боевой подготовки личного состава, организованная для вырабатывания навыков эффективного огневого взаимодействия и использования личного оружия в наиболее типовых тактических ситуациях: при отходе, в наступлении, попадании в засаду, в боевых действиях на городской местности и т. д..

## Общие положения
Тактико-огневая подготовка возникла в связи с тем фактом, что специфика применения штатного стрелкового вооружения в реальной боевой ситуации зачастую сильно отличается от тех условий, при которых проводится обучение и тренировка войск по регламенту стандартной огневой подготовки. Как следствие, обучение ТОП включает в себя упражнения для стрельбы с различных позиций, из различных положений (также — в движении), из различного оружия, естественным образом сочетая в себе элементы тактической и огневой подготовки.
Для проведения занятий по тактико-огневой подготовки в ряде современных армий создаются специализированные компьютерные тренажёры.